# Стів Френсіс
Стівен Д'Шон Френсіс (англ. Steven D'Shawn Francis, нар. 21 лютого 1977, Такома-Парк, Меріленд, США) — американський професіональний баскетболіст, що грав на позиції розігруючого захисника за низку команд НБА. Триразовий учасник матчів усіх зірок та новачок року НБА.

## Ігрова кар'єра
На університетському рівні грав за команди двох невеликих коледжів перед тим, як приєднатися до Меріленда (1998—1999). Допоміг університету стати другою сіяною командою перед турніром NCAA, але його команда вилетіла на стадії 1/8 фіналу. В тому сезоні Френсіс набирав 17 очок та 4,5 результативних передачі за гру. За його підсумками був включений до другої збірної NCAA.
1999 року був обраний у першому раунді драфту НБА під загальним 2-м номером командою «Ванкувер Гріззліс». Проте він одразу заявив, що не хоче грати за «Гріззліс» через велику відстань від дому, податки, а також «бо така воля Божа». В результаті перед самим початком сезону 1999—2000 був обміняний до «Х'юстон Рокетс» в рамках угоди, яка торкнулася трьох команд та 11-х гравців. У свій дебютний сезон у лізі виборов нагороду Новачка року НБА, а також взяв участь у конкурсі слем-данків, де поступився лише Вінсу Картеру.
У сезоні 2001—2002 взяв участь у матчі всіх зірок, але згодом травмувався, провівши на той момент 55 матчів. Команда провела поганий сезон, що дозволило їй взяти участь у лотереї драфту НБА, де вона вибрала Яо Міна під першим номером. Наступного року «Рокетс» на чолі з Френсісом та Міном покращили свою статистику, але все одно не пробились до плей-оф. Обидва баскетболісти були запрошені для участі в матчі всіх зірок. 17 січня 2003 року Френсіс провів свій найрезультативніший матч у кар'єрі, набравши 44 очки проти «Лос-Анджелес Лейкерс».
2003 року «Х'юстон» змінив головного тренера команди, звільнивши Руді Том'яновича та призначивши на його місце Джеффа Ван Ганді. Однак швидка гра Френсіса не підходила під стиль, який сповідував Ван Ганді. Незважаючи на чергове попадання на матч всіх зірок, у гравця погіршилась статистика з 21 очка за гру до 16,6 очка. Проте самій команді гра вдавалась і «Рокетс» пробились до плей-оф. Там у першому раунді зустрілись з фаворитами «Лос-Анджелес Лейкерс», яким і програли серію.
2004 року разом з Каттіно Моблі та Келвіном Кейто був обміняний на Трейсі Макгрейді, Джувана Говарда, Тайрона Лу та Ріса Гейнса до «Орландо Меджик». У своєму першому сезоні в Орландо набирав 21,3 очка та 7 асистів за гру.
22 лютого 2006 року перейшов до «Нью-Йорк Нікс» в обмін на Тревора Арізу та Пенні Гардевея.
Наступною командою в кар'єрі гравця була «Х'юстон Рокетс», куди він повернувся 2007 року, підписавши дворічний контракт на суму 6 млн доларів. На початку сезону зіграв 10 матчів, після чого йому було проведено операцію, яка і завершила той сезон для нього.
24 грудня 2008 року «Х'юстон» обміняв його до «Мемфіс Гріззліс», а вже 27 січня він був відрахований з команди.
Останньою ж командою в кар'єрі гравця стала «Бейцзін Дакс» з Китаю, до складу якої він приєднався 2010 року і за яку відіграв один місяць.

## Статистика виступів в НБА

### Регулярний сезон
| Сезон              | Команда            | GP  | GS  | MPG  | FG%  | 3P%  | FT%  | RPG | APG | SPG | BPG | PPG  |
| ------------------ | ------------------ | --- | --- | ---- | ---- | ---- | ---- | --- | --- | --- | --- | ---- |
| 1999–2000          | «Х'юстон Рокетс»   | 77  | 77  | 36.1 | .445 | .345 | .786 | 5.3 | 6.6 | 1.5 | .4  | 18.0 |
| 2000–2001          | «Х'юстон Рокетс»   | 80  | 79  | 39.9 | .451 | .396 | .817 | 6.9 | 6.5 | 1.8 | .4  | 19.9 |
| 2001–2002          | «Х'юстон Рокетс»   | 57  | 56  | 41.1 | .417 | .324 | .773 | 7.0 | 6.4 | 1.2 | .4  | 21.6 |
| 2002–2003          | «Х'юстон Рокетс»   | 81  | 81  | 41.0 | .435 | .354 | .800 | 6.2 | 6.2 | 1.7 | .5  | 21.0 |
| 2003–2004          | «Х'юстон Рокетс»   | 79  | 79  | 40.4 | .403 | .348 | .775 | 5.5 | 6.2 | 1.8 | .4  | 16.6 |
| 2004–2005          | «Орландо Меджик»   | 78  | 78  | 38.2 | .423 | .299 | .823 | 5.8 | 7.0 | 1.4 | .4  | 21.3 |
| 2005–2006          | «Орландо Меджик»   | 46  | 45  | 37.7 | .433 | .257 | .797 | 4.8 | 5.7 | 1.1 | .2  | 16.2 |
| 2005–2006          | «Нью-Йорк Нікс»    | 24  | 15  | 27.5 | .442 | .538 | .761 | 3.0 | 3.5 | 1.0 | .3  | 10.8 |
| 2006–2007          | «Нью-Йорк Нікс»    | 44  | 30  | 28.1 | .408 | .378 | .829 | 3.6 | 3.9 | .9  | .3  | 11.3 |
| 2007–2008          | «Х'юстон Рокетс»   | 10  | 3   | 19.9 | .333 | .235 | .565 | 2.3 | 3.0 | .9  | .5  | 5.5  |
| Усього за кар'єру  | Усього за кар'єру  | 576 | 543 | 37.6 | .429 | .341 | .797 | 5.6 | 6.0 | 1.5 | .4  | 18.1 |
| В іграх усіх зірок | В іграх усіх зірок | 3   | 3   | 24.3 | .552 | .500 | .500 | 2.7 | 5.3 | .7  | .0  | 12.0 |

### Плей-оф
| Сезон             | Команда           | GP | GS | MPG  | FG%  | 3P%  | FT%  | RPG | APG | SPG | BPG | PPG  |
| ----------------- | ----------------- | -- | -- | ---- | ---- | ---- | ---- | --- | --- | --- | --- | ---- |
| 2004              | «Х'юстон Рокетс»  | 5  | 5  | 44.4 | .429 | .412 | .725 | 8.4 | 7.6 | 1.4 | .2  | 19.2 |
| Усього за кар'єру | Усього за кар'єру | 5  | 5  | 44.4 | .429 | .412 | .725 | 8.4 | 7.6 | 1.4 | .2  | 19.2 |